# SN 2007tt
SN 2007tt – supernowa typu Ia odkryta 5 listopada 2007 roku w galaktyce A011120-0012. Jej jasność pozostaje nieznana.